# Сент-Томас (Міссурі)
Сент-Томас (англ. St. Thomas) — місто (англ. city) в США, в окрузі Коул штату Міссурі. Населення — 222 особи (2020).

## Географія
Сент-Томас розташований за координатами 38°22′1″ пн. ш. 92°12′58″ зх. д. / 38.36694° пн. ш. 92.21611° зх. д. (38.367049, -92.216002).  За даними Бюро перепису населення США в 2010 році місто мало площу 2,53 км², уся площа — суходіл.

## Демографія
Згідно з переписом 2010 року, у місті мешкали 263 особи в 95 домогосподарствах у складі 71 родини. Густота населення становила 104 особи/км².  Було 100 помешкань (39/км²).
Расовий склад населення:
| - 99,2 % — білих - 0,4 % — чорних або афроамериканців |

До двох чи більше рас належало 0,4 %. Частка іспаномовних становила 0,0 % від усіх жителів.
За віковим діапазоном населення розподілялося таким чином: 31,6 % — особи молодші 18 років, 58,5 % — особи у віці 18—64 років, 9,9 % — особи у віці 65 років та старші. Медіана віку мешканця становила 32,6 року. На 100 осіб жіночої статі у місті припадало 89,2 чоловіків;  на 100 жінок у віці від 18 років та старших — 102,2 чоловіків також старших 18 років.
Середній дохід на одне домашнє господарство  становив 64 607 доларів США (медіана — 62 083), а середній дохід на одну сім'ю — 79 189 доларів (медіана — 76 023). Медіана доходів становила 41 500 доларів для чоловіків та 38 750 доларів для жінок. За межею бідності перебувало 7,2 % осіб, у тому числі 9,1 % дітей у віці до 18 років та 23,1 % осіб у віці 65 років та старших.
Цивільне працевлаштоване населення становило 127 осіб. Основні галузі зайнятості: освіта, охорона здоров'я та соціальна допомога — 19,7 %, будівництво — 18,9 %, публічна адміністрація — 12,6 %, науковці, спеціалісти, менеджери — 10,2 %.